# Roman Faber
Roman Ryszard Faber (ur. 16 grudnia 1955 we Wrocławiu) – polski piłkarz, reprezentant Polski, mistrz Polski w barwach Śląska Wrocław (1977), dwukrotny wicemistrz Polski (1978) i (1982).

## Kariera sportowa
Jest wychowankiem Śląska Wrocław, w ekstraklasie debiutował w 1973, w kolejnych latach zdobył mistrzostwo Polski w 1977, dwukrotnie wicemistrzostwo Polski (1978, 1982), dwukrotnie brązowy medal mistrzostw Polski (1975, 1980) oraz Puchar Polski w 1976. W latach 1982–1984 był kapitanem drużyny. Łącznie w latach 1973–1984 w ekstraklasie zagrał w 234 spotkaniach, zdobywając 21 bramek.
Od 1984 był zawodnikiem austriackiego Wiener SC, w sezonie 1984/1985 zagrał w 22 spotkaniach, zdobywając 1 bramkę, a jego klub spadł z ekstraklasy, w sezonie 1985/1986 jego drużyna wygrała II ligę, w sezonie 1986/1987 ponownie występował w austriackiej I lidze, ale tylko w 5 spotkaniach. W sezonie 1987/1988 był piłkarzem niemieckiej III-ligowej Viktorii Köln.

## Reprezentacja Polski
Dwukrotnie wystąpił w reprezentacji Polski seniorów, był także zawodnikiem reprezentacji młodzieżowej i olimpijskiej.
| l.p. | Data             | Miejsce | Przeciwnik | Rezultat | Rozgrywki  | Grał   | Uwagi |
| ---- | ---------------- | ------- | ---------- | -------- | ---------- | ------ | ----- |
| 1.   | 21 marca 1979    | Algier  | Algieria   | 1-0      | towarzyski | od 86' |       |
| 2.   | 19 sierpnia 1979 | Słupsk  | Libia      | 5-0      | towarzyski | od 59' | Gol   |